# Gare de Saint-Vaast-la-Hougue
Pour les articles homonymes, voir Gare de Saint-Vaast.
La gare de Saint-Vaast-la-Hougue est une gare ferroviaire française, fermée et désaffectée, de la ligne de Valognes Montebourg à Saint-Vaast et à Barfleur. Elle est située sur le territoire de la commune de Saint-Vaast-la-Hougue dans le département de la Manche en région Normandie.
Construite et mise en service en 1886 par la Compagnie de chemins de fer départementaux (CFD) elle est, en 1926, rachetée par le département et confiée en affermage à la Compagnie des chemins de fer normands (CFN). Elle est fermée, comme la ligne, en 1950.

## Situation ferroviaire
Établie à 4 mètres d'altitude, la gare en impasse de Saint-Vaast-la-Hougue est située au point kilométrique (PK) 025 de la ligne de Valognes Montebourg à Saint-Vaast et à Barfleur, entre les gares de Quettehou - Le-Vast et de Réville.

## Histoire
La gare de Saint-Vaast-la-Hougue est mise en service le 20 avril 1886 par la Compagnie de chemins de fer départementaux (CFD), lorsqu'elle ouvre officiellement à l'exploitation sa ligne à deux branches de Valognes Montebourg à Saint-Vaast et à Barfleur.
En 1926, le département de la Manche rachète la ligne, avec la gare, et en confie l'exploitation, par affermage, à la Compagnie des chemins de fer normands (CFN).
En 1948, le sud de la ligne est fermée, la gare de Saint-Vaast-la-Hougue en devient un des terminus. La fermeture total de la ligne intervient en 1950.

## Patrimoine ferroviaire
En juin 2013, l'ancien bâtiment voyageurs de la gare est toujours présent, dans un environnement industriel,.